# Nasir Gebelli
Nasir Gebelli (auch Nasser Gebelli; * 1957) ist ein US-amerikanisch-iranischer Spieleentwickler.
Er begann seine Karriere auf dem Apple II und veröffentlichte dort in rascher Folge Spiele, die durch ihre für die damalige Zeit erstaunlichen Graphikeffekte beeindruckten. Der Hinweis Programmed by Nasir wurde zu einem Garanten für kommerziellen Erfolg.
Später brachte ihn ein Freund in Kontakt mit Square, die sein Apple-II-Werk schätzten, für die er dann unter anderem die ersten Teile der sehr erfolgreichen Rollenspielserie Final Fantasy programmierte.

## Spiele
- Sirius Software
  - Star Cruiser (1980, Apple II)
  - Phantoms Five (1980, Apple II)
  - Both Barrels enthielt High Noon und Duck Hunt (1980, Apple II)
  - Gorgon (1981, Apple II)
  - Space Eggs (1981, Apple II)
  - Cyber Strike (1981, Apple II)
  - Pulsar II (1981, Apple II)
  - Autobahn (1981, Apple II)
- Gebelli Software
  - Horizon V (1981, Apple II)
  - Firebird (1981, Apple II)
  - Russki Duck (1982, Apple II)
  - Zenith (1982, Apple II)
  - Neptune (1982, Apple II)
- Nintendo
  - Rad Racer (1987, NES)
- Square
  - Final Fantasy (1987, NES)
  - Final Fantasy II (1988, NES)
  - Secret of Mana (1993, SNES)
  - Final Fantasy Origins (2002)